# السجون العسكرية الإسرائيلية
السجون العسكرية الإسرائيلية هي سجون لمعاقبة الجنود الذين ارتكبوا جرائم خلال خدمتهم. ويقدر أن 15,000-18,000 الجنود الإسرائيليين (وينبغي عدم الخلط بينه وبين المعتقلين الفلسطينيين) يذهبون إلى سجن عسكري إسرائيلي أو مركز الاعتقال في كل عام.

## تاريخ قطاع السجون
برزت الحاجة إلى إنشاء سجون في جيش الإسرائيلي كلما تدهور انضباط الجنود طوال فترة الحرب العربية الإسرائيلية. في البداية، تم بناء مراكز الاحتجاز في قواعد ألوية المشاة "تحت رعاية مديرية القوى العاملة.
تأسس قطاع السجون من الشرطة العسكرية الإسرائيلية في يونيو 1948. كان يسمى أصلا سجون الشرطة العسكرية ( تحت موظف السجون. وكان من المقرر ان القطاع يشمل السجون العسكرية تحت قيادة الشرطة العسكرية، فضلا عن مراكز احتجاز لواء، للسجناء خفيفة، تابعة لألوية منها. تم بناء السجن العسكري الإسرائيلي الأول على أنقاض الشيخ مونس (الآن شمال تل أبيب)، تحت إشراف كابتن يوئيل كاسبي. على الفور نصبت السجون الصغيرة في عكا، يافا والقدس 

## الاحصائيات

### عدد المساجين
وفيما يلي احصاءات عن اثنين من السجون الرئيسية للجنود الإسرائيليين (سجن أربعة والسجن ستة)
| العام | المساجين |
| ----- | -------- |
| 2002  | 15,651   |
| 2003  | 14,638   |
| 2004  | 14,056   |
| 2005  | 14,400   |
| 2006  | 14,620   |

### احصائيات حول الجريمة
وفيما يلي النسب المئوية، في عام 2005، من سجناء الجيش الإسرائيلي (وليس بما في ذلك الفلسطينيين)، التي تم فرزها حسب الجريمة التي ارتكبوها. في عام 2006، مبلغ AWOLs يتكون 69٪ من الجرائم.
| الجريمة                       | % نسبة من المساجين |
| ----------------------------- | ------------------ |
| هروب من التجنيد               | 59%                |
| انتهاكات التأديبية            | 22%                |
| المخدرات                      | 7%                 |
| عنف                           | 2%                 |
| الاستخدام غير المشروع للأسلحة | 1%                 |
| سرقة                          | 1%                 |
| اخرى                          | 8%                 |

### سجناء حرب
| اشتباك          | كمية من أسرى الحرب                  |
| --------------- | ----------------------------------- |
| العدوان الثلاثي | 5,500–6,000                         |
| حرب 1967        | 6,748                               |
| حرب أكتوبر      | 8,038                               |
| حرب لبنان 1982  | معظم الاسرى تم القبض عليهم في لبنان |
| حرب لبنان 2006  | 13                                  |